# Cupa României 1989/90
Der Cupa României in der Saison 1989/90 war das 52. Turnier um den rumänischen Fußballpokal. Sieger wurde zum siebenten Mal Dinamo Bukarest, das sich in einer Neuauflage des Vorjahresfinals am 2. Mai 1990 gegen Titelverteidiger Steaua Bukarest durchsetzen konnte. Da Dinamo auch die Meisterschaft für sich entscheiden konnte, qualifizierte sich Steaua für den Europapokal der Pokalsieger.

## Modus
Die Klubs der Divizia A stiegen erst in der Runde der letzten 32 Mannschaften ein. Ab dem Achtelfinale fanden alle Spiele – abgesehen vom Finale, das traditionell in Bukarest ausgetragen wurde – auf neutralem Platz statt. Es wurde jeweils nur eine Partie ausgetragen. Stand diese nach 90 Minuten unentschieden, folgte eine Verlängerung von 30 Minuten. Falls danach noch immer keine Entscheidung gefallen war, wurde die Entscheidung im Elfmeterschießen herbeigeführt.

## Sechzehntelfinale
Aufgrund eines Planungsfehlers wurden im Sechzehntelfinale nur sieben Partien ausgetragen.
| Datum            |                       | Ergebnis  |                    |
| ---------------- | --------------------- | --------- | ------------------ |
| 21. Februar 1990 | Unirea Alba Iulia     | 1:3       | Corvinul Hunedoara |
|                  | Strungul Arad         | 2:1       | Flacăra Moreni     |
|                  | Rapid Bukarest        | 2:1       | FC Argeș Pitești   |
|                  | Dermata Cluj          | 1:0       | SC Bacău           |
|                  | Electroputere Craiova | 2:0       | Universitatea Cluj |
|                  | Metalurgistul Cugir   | 1:0 n. V. | Sportul Studențesc |
|                  | CSM Borzești          | 0:1 n. V. | Jiul Petroșani     |

## Achtelfinale
| Datum            |                          | Ergebnis              |                     | Ort            |
| ---------------- | ------------------------ | --------------------- | ------------------- | -------------- |
| 27. Februar 1990 | Dinamo Bukarest          | 2:0                   | Jiul Petroșani      | Alba Iulia     |
|                  | Electroputere Craiova    | 1:1 n. V. (4:3 i. E.) | FC Inter Sibiu      | Râmnicu Vâlcea |
| 28. Februar 1990 | FC Politehnica Timișoara | 4:1                   | FC Bihor Oradea     | Arad           |
|                  | Steaua Bukarest          | 8:1                   | Dermata Cluj        | Brașov         |
|                  | Rapid Bukarest           | 0:1                   | Farul Constanța     | Bukarest       |
|                  | Petrolul Ploiești        | 3:0                   | Metalurgistul Cugir | Făgăraș        |
|                  | Universitatea Craiova    | 5:4 n. V.             | Strungul Arad       | Hunedoara      |
|                  | FCM Brașov               | 3:2                   | Corvinul Hunedoara  | Sibiu          |

## Viertelfinale
| Datum         |                       | Ergebnis  |                          | Ort       |
| ------------- | --------------------- | --------- | ------------------------ | --------- |
| 10. März 1990 | Farul Constanța       | 1:2       | Steaua Bukarest          | Constanța |
| 11. März 1990 | Petrolul Ploiești     | 2:1 n. V. | FC Brașov                | Bukarest  |
|               | Universitatea Craiova | 1:0       | Electroputere Craiova    | Craiova   |
|               | Dinamo Bukarest       | 3:1       | FC Politehnica Timișoara | Hunedoara |

## Halbfinale
| Datum          |                 | Ergebnis              |                       | Ort      |
| -------------- | --------------- | --------------------- | --------------------- | -------- |
| 11. April 1990 | Steaua Bukarest | 3:0                   | Petrolul Ploiești     | Bukarest |
|                | Dinamo Bukarest | 0:0 n. V. (4:3 i. E.) | Universitatea Craiova | Bukarest |

## Finale
| Paarung         | Dinamo Bukarest – Steaua Bukarest |
| Ergebnis        | 6:4 (3:1) |
| Datum           | 2. Mai 1990 |
| Stadion         | Stadionul 23 August, Bukarest |
| Zuschauer       | 30.000 |
| Schiedsrichter  | Mircea Salomir (Cluj-Napoca) |
| Tore            | 1:0 Florin Răducioiu (3.) 1:1 Ilie Dumitrescu (22.) 2:1 Dorin Mateuț (39.) 3:1 Florin Răducioiu (43.) 4:1 Ioan Sabău (47.) 5:1 Dănuț Lupu (56.) 5:2 Marius Lăcătuș (68.) 5:3 Iosif Rotariu (70.) 6:3 Florin Răducioiu (82.) 6:4 Nicolae Ungureanu (85.) |
| Dinamo Bukarest | Bogdan Stelea, Anton Doboș (57. Daniel Timofte), Mircea Rednic, Ioan Andone, Michael Klein, Ioan Lupescu, Ioan Sabău, Dorin Mateuț (65. Ionel Fulga), Dănuț Lupu, Claudiu Vaișcovici, Florin Răducioiu Cheftrainer: Mircea Lucescu                      |
| Steaua Bukarest | Daniel Gherasim, Lucian Ciocan, Adrian Negrău, Alin Artimon (57. Ilie Stan), Nicolae Ungureanu, Daniel Minea, Zsolt Muzsnay, Iosif Rotariu, Ilie Dumitrescu, Marius Lăcătuș, Gavril Balint (57. Gheorghe Pena) Cheftrainer: Anghel Iordănescu           |